# Caenarolia basalis
Caenarolia basalis är en tvåvingeart som först beskrevs av Charles Howard Curran 1935.  Caenarolia basalis ingår i släktet Caenarolia och familjen rovflugor. Inga underarter finns listade i Catalogue of Life.